# Флаг Алжира
Государственный флаг Алжира (араб. علم الجزائر‎, бербер. ⴰⵏⴰⵢ ⴰⴷⵣⴰⵢⵔⵉ, Anay azzayri) состоит из двух вертикальных полос одинаковой ширины зелёного и белого цвета. В центре расположены красная звезда и полумесяц. Флаг принят 3 июля 1962 года. Напоминает флаг Алжирского Национального Фронта Освобождения и, по некоторым данным, использовался Абдель Кадыром в XIX веке. Белый цвет символизирует чистоту, зелёный цвет — цвет ислама. Полумесяц также является исламским символом. Помимо этого, цвета также символизируют: красный — свободу, зелёный — веру в победу, белый — траур по погибшим в борьбе героям.

## История

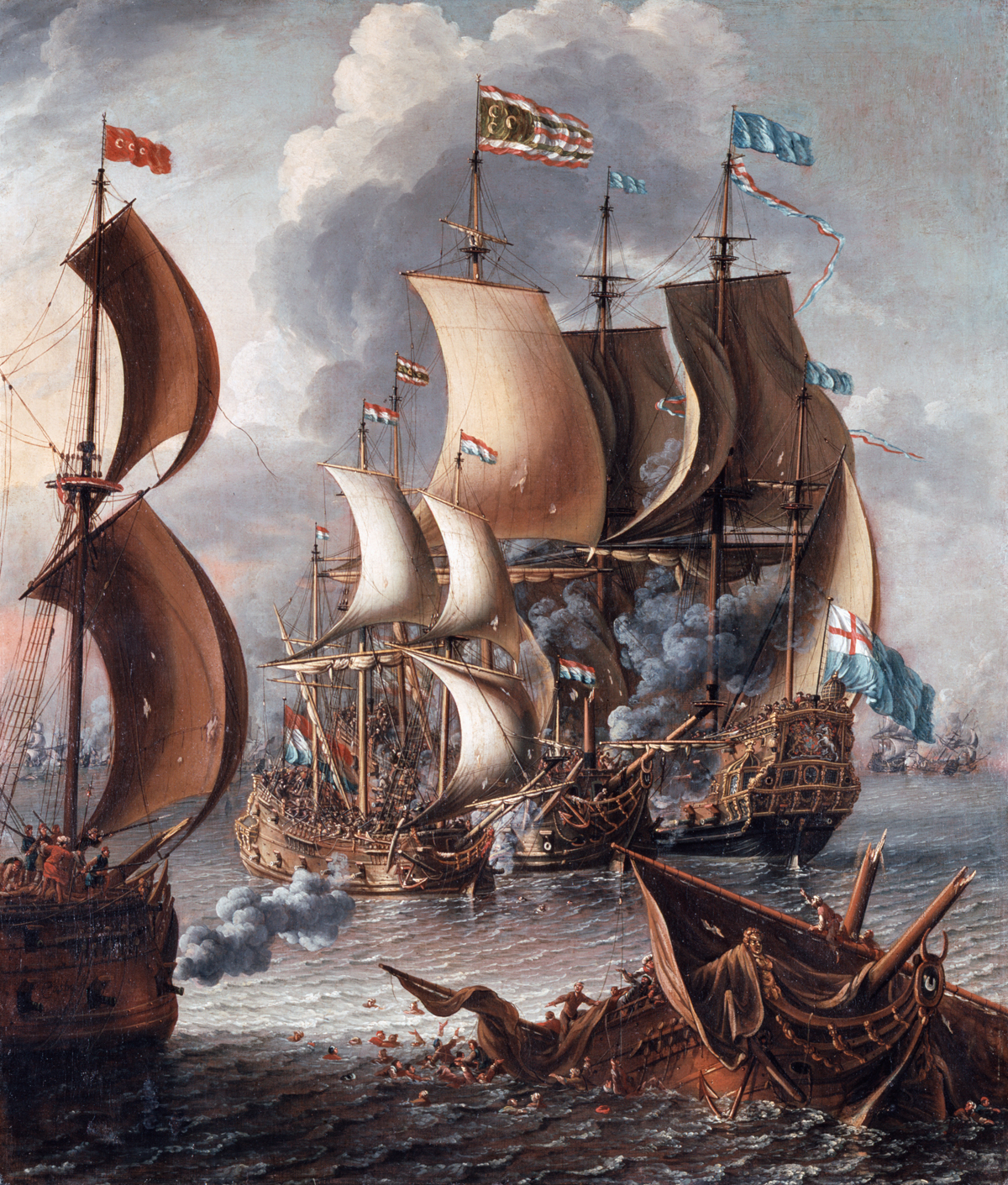
«Морской бой с Берберскими пиратами» Лаурис Кастро, ок. 1681. На пиратских кораблях видны различные флаги с полумесяцами.

Во времена Османского Алжира Берберийские пираты широко использовали флаги, которые были украшены одним или несколькими полумесяцами. Однако они сильно различались по цвету: используются тёмно-красный, чёрный, зелёный и белый цвета. Помимо этого, алжирские пираты также использовали различные однотонные флаги, например чёрные, сигнализирующие о смерти. Реже на алжирских флагах того времени также были другие изображения, такие как солнце, звёзды и скрещённые мечи. Также известно, что город Алжир использовал оранжевый флаг с белым мечом.
Наиболее известной создательницей современного флага является Эмили Бускант. Хотя есть некоторые споры о том, кто именно создал бело-зелёный символ с красной звездой и полумесяцем, именно Бускант приписывают создание первой версии флага в 1934 году
Зелёно-белый флаг со звездой и красным полумесяцем был принят Фронтом национального освобождения (ФНО), который вёл борьбу против Франции, и впоследствии принят в 1958 году Временным правительством Алжирской Республики. Он был поднят на конференции в Монровии в августе 1959 года, где его официально признали несколько африканских стран. Затем флаг был утверждён законом от 25 апреля 1963 г.

## Цвета флага в различных форматах
| Схема       | Красный       | Зелёный        | Белый       |
| ----------- | ------------- | -------------- | ----------- |
| RGB         | 210-16-52     | 0-102-51       | 255-255-255 |
| Hexadecimal | #D21034       | #006633        | #FFFFFF     |
| CMYK        | 0, 92, 75, 18 | 100, 0, 50, 60 | 0, 0, 0, 0  |
| Pantone     | 186 C         | 356 C          | White       |

Схема построения флага

Военно-морской флаг идентичен государственному, за исключением двух скрещённых якорей в верхнем левом углу.

## Исторические флаги

Флаг Фатимидский халифат. (909—973)
Флаг династии Зиридов (973—1146)
Флаг династии Альмохадов (1147—1269)
Флаг Королевства Тлемцен (XIV век)
Флаг Королевства Тлемцен (1338—1488)
Флаг Османского Алжира (XVIII век)
Флаг Османского Алжира (около 1800 г.)
Флаг Османского Алжира
Флаг Бейлика Константина (нач. XVI века — 1837 г.)
Флаг Королевства Бени Аббас
Флаг Эмирата Абделькадер (1832—1848)
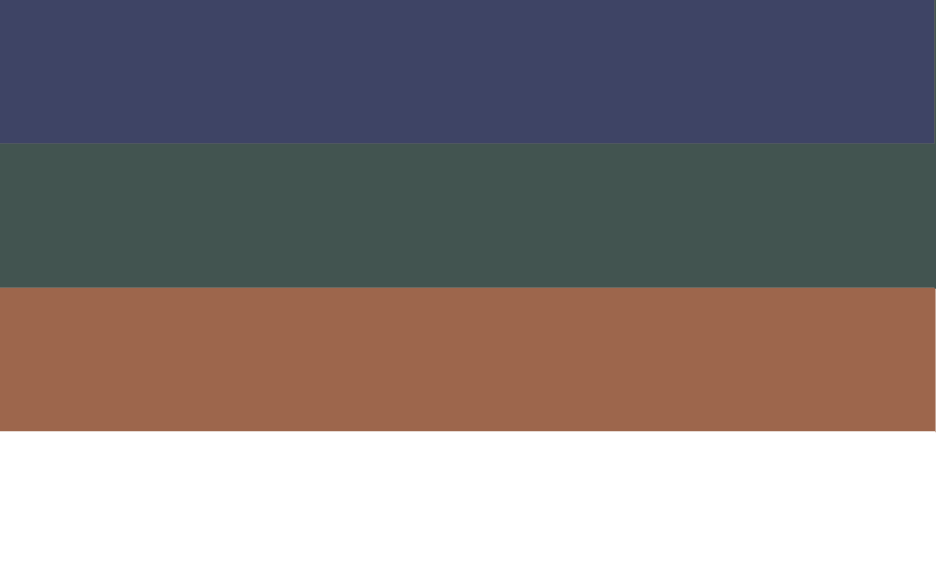
Личный флаг Лаллы Фатмы Н’Сумер
Один из вариантов флага Французского Алжира (1848—1910)
Флаг генерал-губернатора Алжира
Флаг Кель Ахаггар
Флаг алжирских националистов в 1940-х годах
Флаг, использовавшийся во время Алжирского восстания
Один из вариантов флага правительства в изгнании (1958–1962)
Один из вариантов флага правительства в изгнании (1958—1962)